# Michael Schenker
Michael Schenker   (Sarstedt, 10 de gener de 1955) és guitarrista de hard rock i heavy metal. Va formar part d'UFO i va ser membre fundador de Scorpions. És germà de Rudolf Schenker famós per Scorpions.
Michael va néixer a Sarstedt, Alemanya. Va començar a tocar la guitarra molt jove quan el seu germà, Rudolph, va adquirir una guitarra model Gibson Flying V.
Schenker es va unir a UFO en circumstàncies estranyes. La banda deixa el Regne Unit per tocar a Alemanya. El guitarrista en aquell moment Bernie Marsden, oblida el passaport i no pot tocar en el primer concert. Al mateix lloc, Michael feia una prova de so amb Scorpions i el conviden a tocar al costat d'ells aquella nit. Malgrat els problemes amb l'idioma, ell no parlava anglès ni ells alemany, Schenker és fitxat i aporta un altre nivell musical a la banda.
Schenker té una carrera turbulenta amb UFO. Sovint abandona l'escenari a meitat d'una cançó i fa que el concert hagi de ser cancel·lat. Temperamental i prodigiós, Schenker diu que tocar amb UFO és com la xocolata: fantàstic durant algun temps però amb una vegada ja has tingut bastant...
Schenker és un dels millors guitarristes dels anys 1970 i ha influït en músics posteriors com Kirk Hammett de Metallica.
En Michael se li ofereixen treballs amb Aerosmith i Ozzy Osbourne però els rebutja i busca crear el seu propi grup. El 1979, funda Michael Schenker Group (M.S.G). La història de Michael Schenker Group conté una llarga llista de conflictes personals entre els membres del grup. El 1982, el cantant original Gary Barden és substituït per Graham Bonnet (Rainbow, Alcatrazz) que només gravaria un disc (Assault Attack) i seria expulsat de la banda després de baixar els pantalons en un concert d'escalfament abans del festival de Reading. Gary Barden va tornar a la banda per a Reading i es va quedar amb M.S.G. per a l'enregistrament del nou àlbum d'estudi (Built to Destroy) i per al nou disc en directe (Rock Will Never Die). Després que Gary Barden abandoni de nou la banda rere l'enregistrament de Built to Destroy, Michael reorganitza la banda al voltant seu i del cantant Robin McAuley com McAuley Schenker Group. Després de tres discs, Michael i Robin se separen.
Michael torna a unir-se a UFO per a l'àlbum Walk on Water. Rere una petita gira i a causa de les baralles entre Michael i el cantant Phil Mogg conclou la reunió.
Michael ressuscita amb Michael Schenker Group, grava amb nous músics i anualment fa gires per Europa i els Estats Units.
Michael passa mals temps després del seu divorci a causa del qual perd els drets de la seva música, el seu cotxe i la seva guitarra més preada, la Gibson Flying V.
Michael torna al negoci per fer i tocar música. L'enregistrament de l'àlbum Arachnophobiac i la gira de dos anys fan que Michael torni a estar en forma per al Rock.
En el 2005 arriba el 25 aniversari de Michael Schenker Group. Michael els reuneix per a un nou àlbum anomenat Tals of Rock and Roll. El cantant de cada època del grup canta una o dues cançons.
A cada nou àlbum de Michael Schenker Group s'espera tant la seva música com qui continuarà a la banda.

## Discografia

### ambScorpions
- Lonesome Crow (1972)
- Lovedrive (1979)

### ambUFO
- Phenomenon (1974)
- Force It (1975)
- No Heavy Petting (1976)
- Lights Out (1977)
- Obsession (1978)
- Strangers in the Night (1979)
- The Best Of (1992)
- Walk on Water (1995)
- Covenant (2000)
- Sharks (2002)

### ambMichael Schenker Group/McAuley Schenker Group
- The Michael Schenker Group (1980)
- M.S.G. (1981)
- One Night at Budokan (1981)
- Assault Attack (1982)
- Built To Destroy (1983)
- Rock Will Never Die (1984)
- Perfect Timing (McAuley Schenker Group) (1987)
- Save Yourself (McAuley Schenker Group) (1989)
- M.S.G. (McAuley Schenker Group) (1992)
- Nightmare : The Acoustic M.S.G. (McAuley Schenker Group) (1992)
- M.S.G. Unplugged (McAuley Schenker Group) (1993)
- Written in the Sand (1996)
- The Unforgiven (1999)
- The Unforgiven World Tour (2000)
- Be Aware of Scorpions (2002)
- Arachnophobiac (2003)
- Heavy Hitters (2005)
- Tales of Rock'n'Roll (2006)
- In the Midst of Beauty (2008)

### Solo
- Thank You (1993)
- Thank You 2 (1998)
- Adventures of the Imagination (2000)
- The Odd Trio (2000)
- Thank You 3 (2001)
- Dreams And Expressions (2001)
- Thank You 4 (2003)
- Doctor, Doctor: The Kulick Sessions (2008)

### Altres projectes d'en Schenker
- Contraband (1991)
- The Plot (2003)
- Under Construction (2003)
- Schenker-Pattison Summit - The Endless Jam (2004)
- Schenker-Pattison Summit - The Endless Jam Continues (2005)
- Siggi Schwarz and Michael Schenker - Live Together 2004

## Videografia
- Michael Schenker Group - Rock Will Never Die (1984)
- Michael Schenker Group - Live in Tokyo 1997 (1997)
- Michael Schenker Group - World Wide Live 2004 (2004)